# Kastell Branodunum

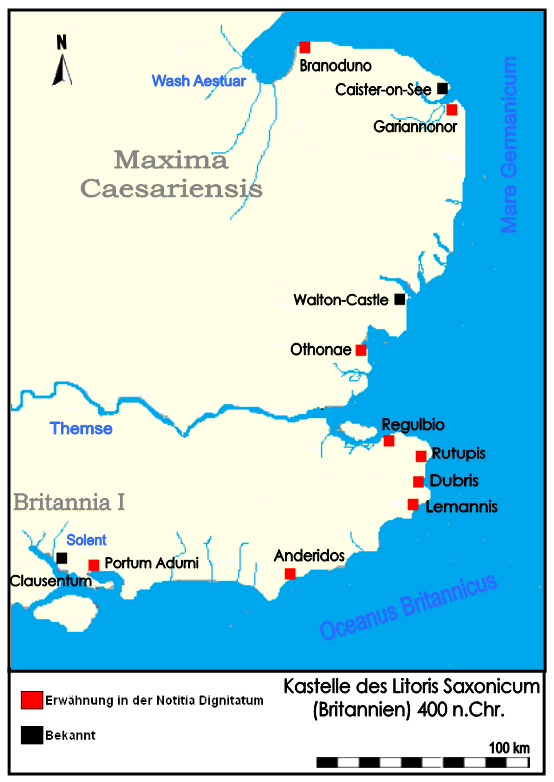
Die Sachsenküstenkastelle um 400 n. Chr.
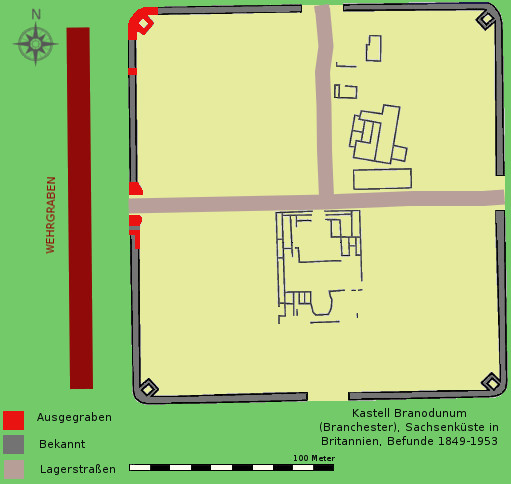
Befundskizze 1849–1953
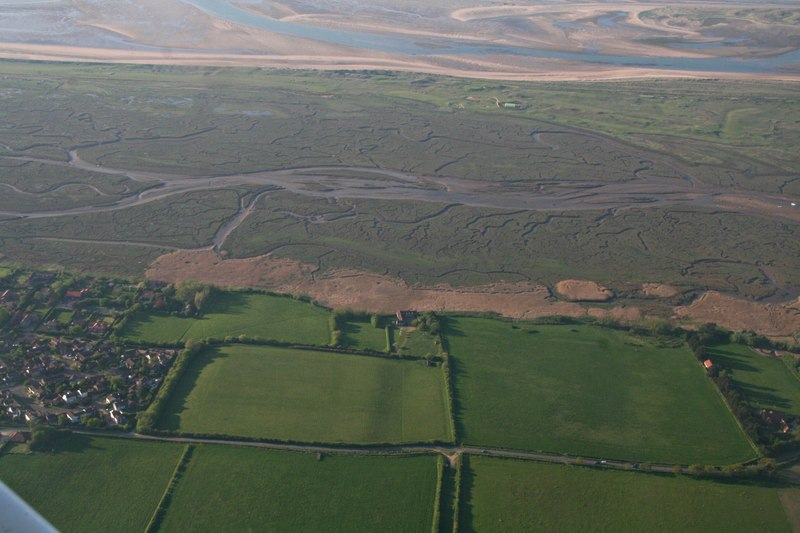
Luftaufnahme des Kastellareals

Branodunum war ein römisches Kastell an der britischen „Sachsenküste“ nahe der heutigen Gemeinde Brancaster, Grafschaft Norfolk, England.

## Lage und Name
Die auf dem Gebiet der Norfolk Coast (AONB) gelegene Fundstelle liegt östlich der heutigen Ortschaft Brancaster an der A149, ca. 11 km östlich von Hunstanton entfernt, und steht unter dem Schutz des National Trusts. Das Gelände ist für Besucher frei zugänglich und über den Norfolk Coastal Walk zu erreichen. Das Kastell stand in der Antike noch nahe der Nordküste der Brancaster Bay am östlichen Ufer des Wash. Damals reichte das Meer noch bis unmittelbar vor den Nordwall heran und die Festung besaß damit auch einen geschützten Naturhafen. Seit der Antike hat sich die Küstenlinie jedoch drastisch verändert. Das einstige Hafenbecken ist heute verlandet. Nur eine leichte Erhebung in der Landschaft, die schon stark verwitterte künstlich aufgeschüttete Plattform, auf der die Befestigungsanlagen standen, sind heute vom Kastell noch zu sehen. Die Überreste von Vicus und Hafen sind beim Bau von Wohnhäusern in den 1970er Jahren fast vollständig zerstört worden. In der Antike bestanden vermutlich Straßenverbindungen nach Holme (Westen) und Kempstone (Süden).
Der Name des Kastells leitet sich aus dem Keltischen ab und bedeutet „Festung des Bran“.

## Forschungsgeschichte
Das Kastell wurde im Jahr 1846 erstmals untersucht und punktuell ausgegraben. Collingwood schrieb 1930 darüber folgendes: "Die Lagermauer wies an der Basis 11 Fuß dicke Wände auf, die an den Außénseiten mit Sandstein verkleidet waren. Es konnten keine weit vorspringenden Rundtürme - wie bei einigen anderen Sachsenküstenkastellen - erkannt werden, mit Ausnahme der etwas vorspringenden Flankentürme am Osttor. In der nordöstlichen Ecke wurde ein innen angesetzter Eckturm gefunden, wie bei den Kastellen aus dem zweiten Jahrhundert. Es gab zwei Tore, und das Kastell hatte eine Länge von je 570 Fuß, was eine Fläche zwischen 6 und 7 Morgen implizieren würde." Die einzige lateinische Inschrift, die man in Brancaster entdeckte, ist die eines Weihealtars, gewidmet dem Gott Herkules.

## Kastell
Das Steinkastell wurde um 230 n. Chr. erbaut und etwas später Teil der Festungskette des britischen Litus Saxonicum. Die aus örtlich gewonnenem Sandstein erbauten Mauern, die ein Areal von ca. 2,56 ha umfassten, waren bis zum 17. Jahrhundert noch bis zu einer Höhe von vier Metern erhalten, wurden danach aber durch Steinraub vollkommen abgetragen. Der Innenbereich des Lagers wurde zwar nie modern überbaut, jedoch wurden die Westseite und der Zivilvicus in den 1970er Jahren durch Wohnbauten restlos zerstört. Der Kastellgrundriss war quadratisch, nach Norden zum Breydon Water ausgerichtet und hatte abgerundete Ecken (Spielkartenform). Es hatte 2,9 m breite Wälle mit innen angesetztem Turm, an der NO-Ecke, vermutlich vier Tore und eine innere Erdrampe, die die Mauer abstützte und als Wehrgang diente. Zwei Tore, das Ost- und Westtor, konnten archäologisch nachgewiesen werden. Sie waren mit je zwei leicht vorspringenden Flankentürmen versehen, aber offensichtlich ohne Torhäuser. Zwischentürme konnten keine festgestellt werden. Im Innenbereich fand man bei Sondierungsgrabungen die Reste einiger Gebäude, darunter die des Kommandogebäudes, der Principia. Nur ein flacher V-förmiger Wehrgraben umgab das Kastell.

## Garnison
Ein Ziegelstempelfund lässt vermuten, dass sich die ursprüngliche Besatzung aus Soldaten der Cohors prima Aquitanorum (ursprünglich in Aquitanien rekrutiert) zusammensetzte. Laut der Notitia Dignitatum diente zur Zeit der Spätantike in Branoduno eine Reitereinheit, die Equites Dalmatarum Branodunensium (dalmatinische Kavallerie), befehligt von einem Praepositus, die unter dem Oberkommando des Comes litoris Saxonici per Britanniam standen. Die römische Armee nutzte den Hafen vermutlich auch als Stützpunkt für ihre Kanalflotte, die Classis Britannica, aber wohl in erster Linie für die Verladung und Verschiffung von Bernstein und anderem Frachtgut wie z. B. Getreide und Austern. Grabfunde belegen auch die Anwesenheit von sächsischen Kriegern nach Abzug der Römer aus dem Kastell.

## Vicus
Vor dem Nord- und Osttor des Kastells konnte ein größerer ziviler vicus aus dem 2. Jahrhundert n. Chr. nachgewiesen werden. Die Straßen des Lagerdorfes sind aber seltsamerweise nicht auf das Kastell ausgerichtet. Dieser Umstand führte zur Annahme, dass das Sachsenküsten-Kastell des 3. Jahrhunderts ein früheres Holz-Erde-Kastell aus der Zeit des Aufstandes der Iceni unter Königin Boudicca in den frühen 60er Jahren des 1. Jahrhunderts n. Chr. ersetzte.